# Бёрджесс, Линда
Линда Гейл Бёрджесс (англ. Linda Gail Burgess; род. 27 июля 1969 года, Мадисон, Алабама, США) — американская профессиональная баскетболистка, выступала в женской национальной баскетбольной ассоциации. Не выставляла свою кандидатуру на драфт ВНБА 1997 года, однако до старта дебютного сезона ВНБА подписала контракт с клубом «Лос-Анджелес Спаркс». Играла на позиции лёгкого форварда. После окончания игровой карьеры вошла в тренерский штаб команды NCAA «Уэст Алабама Тайгерс». Затем работала главным тренером команды NAIA «Стиллман Тайгерс».

## Ранние годы
Линда Бёрджесс родилась 27 июля 1969 года в городе Мадисон (штат Алабама).